# Atanasio Girardot
Manuel Atanasio Girardot Díaz (San Jerónimo, provincia de Antioquia; 2 de mayo de 1791-Naguanagua, Carabobo; 30 de septiembre de 1813) fue un prócer colombiano, que luchó en las guerras de independencia de Colombia y Venezuela.

## Biografía

### Origen
Su nacimiento tuvo lugar en San Jerónimo, siendo bautizado en la parroquia de La Candelaria de Medellín el 8 de mayo de 1791. Era descendiente del ciudadano francés Louis Girardot y de su esposa, la antioqueña Josefa Díaz. Posteriormente, asistió a la Universidad Santo Tomás en Bogotá, donde se graduó en jurisprudencia civil. No obstante, optó por abandonar esta profesión para dedicarse a la carrera militar, ingresando como teniente en el Batallón Auxiliar.

### Campaña libertadora en la Nueva Granada
Al declararse la independencia en Santafé de Bogotá, el 20 de julio de 1810, se comprometió con entusiasmo a esta causa. En 1811, liderando a un grupo de cien hombres de vanguardia, llegó a la proximidad del puente sobre el río Palacé, cerca de Popayán, en el instante en que las avanzadas del ejército realista en América al mando del español Miguel Tacón y Rosique atravesaban el puente en su intento de localizar a las tropas republicanas. Atrincheradas éstas en las residencias cercanas, resistieron con determinación las embestidas intensas del enemigo, sosteniéndose sin dar un paso atrás durante un lapso de cinco horas. En ese instante, el entusiasta joven antioqueño sostiene la bandera de su regimiento y, al grito de «¡Victoria!», avanza por el puente junto a sus soldados, generando un notable desorden en las tropas españolas que se retiran en una fuga desesperada el 28 de mayo de 1811.
Más de doscientos cadáveres quedaron en el campo de batalla. Hasta entonces la Nueva Granada no había visto un peligro mayor para su libertad recientemente adquirida, y las consecuencias del triunfo de Girardot salvaron a un tiempo a su patria de la reacción realista.
Durante el gobierno de Antonio Nariño como presidente del Estado Libre de Cundinamarca, Girardot ascendió al grado de capitán y marchó desde Bogotá a someter a las federalistas provincias de Tunja y El Socorro. Nariño pretendía establecer un gobierno centralista en la Nueva Granada, para poder mantener la independencia ya conquistada. Girardot cambió súbitamente de bando y combatió a nombre de las Provincias Unidas contrarias al centralismo, en el lapso denominado la Patria Boba. El ejército federal fue vencido finalmente en Bogotá, en enero de 1813.

### Capitanía general de Venezuela
Atanasio Girardot es nombrado comandante de las tropas de las Provincias Unidas de la Nueva Granada, que se unirán a las órdenes de Simón Bolívar en la denominada Campaña Admirable del Libertador y combatió al frente de varios batallones que lograron ocupar las ciudades de Trujillo y Mérida. En el avance de Bolívar hacia Caracas, Girardot se encargó de la retaguardia desde Apure, hasta alcanzarlo en las inmediaciones de Naguanagua, junto al cerro de Bárbula, donde habrían de enfrentarse con el ejército realista comandado por Domingo Monteverde. El 26 de agosto de 1813, Bolívar se encargó personalmente del asedio contra la plaza de Puerto Cabello. El 16 de septiembre arribaron refuerzos enemigos, por lo que Bolívar decidió emprender la retirada hacia el pueblo de Naguanagua. Ante la retirada patriota, el realista Monteverde movilizó sus tropas hasta situarse en el sitio de Las Trincheras, enviando una columna de hombres a tomar posición en las alturas de la hacienda Bárbula. Bolívar decide enviar el 30 de septiembre las tropas de Girardot, Urdaneta y D'Elhuyar, quienes finalmente consiguieron el desalojo de los realistas, pero pagando el alto precio del sacrificio del coronel Girardot, quien muriera al ser alcanzado por una bala de fusil, cuando trataba de fijar el pabellón nacional neogranadino en la altura conquistada, durante la batalla de Bárbula.

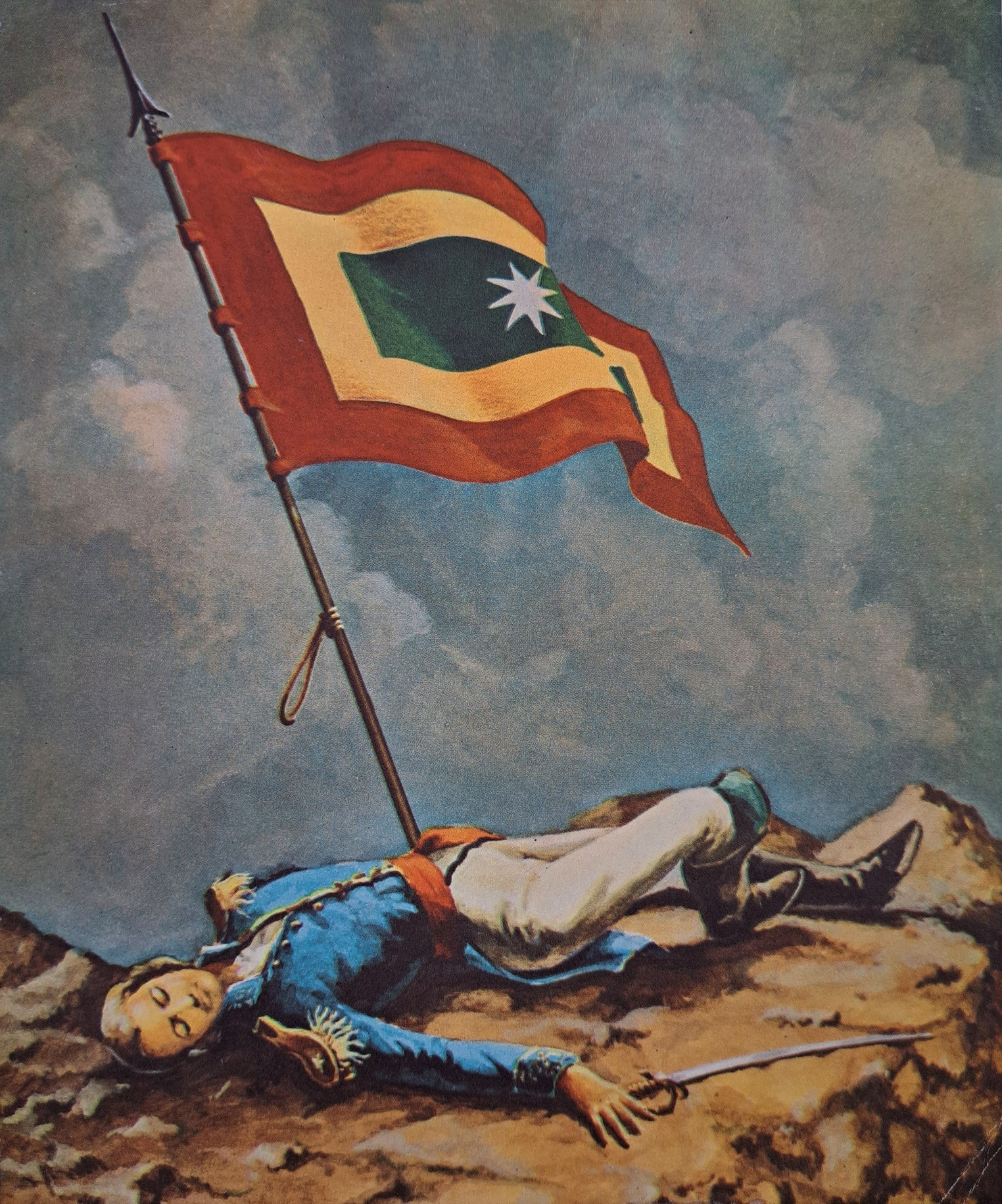
Muerte del coronel Atanasio Girardot en la cima del Bárbula.

En ese momento de su carrera militar, Girardot gozaba de mucho prestigio, lo que lo convertía en hombre de confianza de Bolívar. En sus memorias, el general Rafael Urdaneta, su compañero de lucha en Venezuela, dice que Girardot «se hizo un lugar sobresaliente en todo el ejército; su valor admirable le cubrió de gloria en los campos de Palacé, y renovó esta misma gloria en la [...] campaña de Venezuela».
Los despojos mortales de Girardot están sepultados en la iglesia Matriz de Valencia, Venezuela, esperando algún día el regreso de sus restos a Antioquia según decreto de honores del Libertador. El corazón de Girardot, para el que Simón Bolívar decretó honores especiales, fue colocado en una urna y enterrado en la catedral de Caracas en medio de la expectación y reverencia del pueblo. El Libertador designó con el nombre del héroe el batallón en que este había servido.
En la cima de un cerro, del lado izquierdo en la carretera que conduce a Bárbula, se distingue un monumento construido en memoria del Coronel Atanasio Girardot.
Con la reconquista de la Nueva Granada por el mariscal Pablo Morillo, la familia Girardot fue desterrada en 1816 y sus bienes confiscados; era la consecuencia del  Decreto de Guerra a Muerte dictado por Bolívar en 1813, que ordenó el fusilamiento de 800 españoles y criollos monarquistas encarcelados en La Guaira y Caracas, acusados de conspiración contra el gobierno revolucionario.

## Homenajes
Numerosos lugares, calles e instituciones, así como unidades militares han sido bautizados en su honor. Entre ellos se encuentran:
- Puente Internacional Tienditas, oficialmente Puente Internacional Atanasio Girardot, ubicado en la frontera Colombo-Venezolana, entre la ciudad de Cúcuta (Norte de Santander) y la localidad de Tienditas, Municipio Ureña (Estado Táchira).

Colombia
- El Estadio Atanasio Girardot, principal estadio de fútbol de Medellín, Colombia.[3]
- Unidad Deportiva Atanasio Girardot, en Medellín, Colombia.
- El municipio Girardot en Cundinamarca, Colombia.
- El municipio Girardota en Antioquia, Colombia.
- Batallón de infantería N.º 10 “Coronel Atanasio Girardot”, del Ejército Nacional de Colombia, ubicado en la ciudad de Medellín.
- Medalla del Departamento de Antioquia "Atanasio Girardot".
- Carrera 43 (Girardot) de la ciudad de Medellín.
- Barrio Girardot, de la Comuna n.º 5 de Medellín.
- Barrio Atanasio Girardot, de la localidad de Santa Fe en Bogotá.
- Barrio Atanasio Girardot, de la comuna 8 en Cali

Venezuela
- El municipio Girardot, sede administrativa de la ciudad de Maracay, estado Aragua, Venezuela.
- La Plaza Girardot, de Maracay, estado Aragua, Venezuela.
- El municipio Girardot en el estado Cojedes, Venezuela.
- La plaza Girardot en la ciudad de Maracay, donde se erige un monumento a su memoria.
- Avenida Girardot en el municipio Bejuma, Venezuela.
- El 143 Batallón de Infantería Mecanizada Coronel Atanasio Girardot, sede del Ejército Bolivariano en Coro, estado Falcón y Batallón de Ejército más antiguo de Venezuela.
- Calle Girardot, en la ciudad de Valencia, Estado Carabobo, Venezuela.
- Calle Girardot, en el centro de la ciudad de Puerto La Cruz, Estado Anzoátegui, Venezuela.
- Calle Girardot, en la ciudad de Punto Fijo, Venezuela.
- Brigada Infantil y Juvenil de Bomberos U.C. Coronel Atanasio Girardot (Naguanagua, Cuerpo de Bomberos de la Universidad de Carabobo).
- Grupo Scouts Atanasio Girardot de la Asociación de Scouts de Venezuela, en la ciudad de Caracas, Venezuela.
- Unidad Educativa Atanasio Girardot fundado en 1985 en la ciudad de Naguanagua, Venezuela

Otros países
- Calle Atanasio Girardot 4o Cj 8 NO de la Ciudadela Bolivariana. Guayaquil, Ecuador.
- Calle Atanasio Girardot en el barrio Villa Ortúzar, Ciudad de Buenos Aires, Argentina.